# Торопец
Торопец (на руски: Торопец) е град в Русия, административен център на Торопецки район, Тверска област. Населението на града към 1 януари 2018 година е 12 048 души.